# Syringogaster lopesi
Syringogaster lopesi är en tvåvingeart som beskrevs av Prado 1969. Syringogaster lopesi ingår i släktet Syringogaster och familjen Syringogastridae. Inga underarter finns listade i Catalogue of Life.